# SIAU
SIAU (Società Italiana Acciai Utensili) è un'associazione che in origine vantava la collaborazione di Acciaierie di Bolzano, Falck e Acciaierie Ugine.
Le attività collaborative di queste aziende hanno dato vita ad alcuni volumi, nell'ambiente metallurgico chiamati "manualetti SIAU", che riportavano informazioni inerenti alla composizione, alle proprietà, ai trattamenti termici e alle destinazioni d'uso di innumerevoli acciai. Sono stati pubblicati diversi volumi in base alle famiglie di acciai trattate, tra questi: acciai speciali da costruzione, acciai da utensili, acciai speciali.
Negli anni novanta la società ha cambiato denominazione sociale in IMS SpA, mantenendo SIAU come marchio commerciale. La versione aggiornata dei "manualetti SIAU" è disponibile sul sito internet della società IMS SPA Acciai Speciali.

## Fonte dei dati
- Manuale Siau "acciai speciali da costruzione" edizione Moncalieri 1978
- Manuale Siau "acciai speciali" edizione 1964
- Manuale Siau "acciai speciali da costruzione" edizione 1965
- Manuale Siau "acciai speciali da utensili" edizione 1966